# ملوية كندية
ملوية كندية (بالإنجليزية: Helicobacter canadensis)‏ هي نوع من البكتيريا، سلبية الغرام، تتبع الملوية.